# Phie Ambo
Anne-Sophie Ambo Nielsen (født 6. december 1973 i Aarhus) er en dansk filminstruktør. Opvokset i Snekkersten, matematisk student fra Helsingør Gymnasium i 1992 (hvor hun blandt andre gik i klasse med Jakob Boeskov), uddannet fra Den Danske Filmskoles instruktørlinje i 2003.
Hun instruerede sammen med Sami Saif i 2001 filmen Family der vandt en Robert i 2002 for årets dokumentarfilm, og tillige vandt andre udenlandske priser. Hendes film, Gambler, er en dokumentarfilm om instruktøren Nicolas Winding Refn.
Sammen med filminstruktørerne Pernille Rose Grønkjær, Mikala Krogh, Eva Mulvad og filmproduceren Sigrid Dyekjær etablerede hun i 2007 produktionsselskabet Danish Documentary, hvor hun er direktør og filminstruktør.

## Filmografi
- Family (2001)
- Growing Up In a Day (2002) (kortfilm)
- Dykkeren i min mave (2003)
- Gambler (2006)
- Mit Danmark (2006)
- Mechanical love (2007)
- Hjemmefronten - fjenden bag hækken (2010)
- Kongens foged - sat på gaden (2012)
- Free the mind (2012)
- Så meget godt i vente (2014)
- Når du kigger væk (2017)
- 70/30-demokraties kapløb med klimakrisen (2021)[6]

 Dette afsnit eller denne liste er kun påbegyndt. Hvis du ved mere om emnet, kan du hjælpe Wikipedia ved at tilføje mere.